# Пангонии
Пангонии (лат. Pangonius) — род слепней из подсемейства Pangoninae.

## Описание
Средние и крупные слепни, напоминающие мух-жужжал. Длина тела от 15 до 20 мм. Хоботок намного длиннее головы. Усики могут быть длиннее головы или несколько короче её. Последний членик усиков разделяется на восемь сегментов. На темени имеются три простых глазка. Лоб всегда без мозолей. Крылья обычно прозрачные, иногда затемнённые или с пятнами на поперечных жилках. Радиальная жилка R4 с длинным отростком. Ноги длинные и тонкие. Задние голени со шпорами.
Тело личинки Pangonius pyritosus белое вытянутое. Длина превышает ширину в 15 раз. Верхние челюсти у личинки прямые без зубцов. Последний членик брюшка квадратный.

## Образ жизни
Личинки развиваются в течение 2-3 лет в песчаной или глинистой почве и в подстилке под деревьями. Самки некоторых видов являются кровососами, но у некоторых видов они питаются как и самцы на цветках растений.

## Классификация
Род объединяет более 30 видов. В его составе выделяют два подрода.
- Подрод Pangonius Latreille, 1802
  - Pangonius affinis (Loew, 1859)
  - Pangonius alluaudi (Seguy, 1930
  - Pangonius argentatus (Szilády, 1923)
  - Pangonius dimidiatus (Loew, 1859)
  - Pangonius escalarae (Strobl, 1906)
  - Pangonius fasciatus (Latreille, 1811)
  - Pangonius ferrugineus (Meigen, 1804)
  - Pangonius flavocinctus (Szilády, 1923)
  - Pangonius fulvipes (Loew, 1859)
  - Pangonius fumidus (Loew, 1859)
  - Pangonius granatensis (Strobl, 1906)
  - Pangonius hassani Leclercq, 1968
  - Pangonius hermanni (Kröber, 1921)
  - Pangonius lucidus (Szilády, 1923)
  - Pangonius mauritanus (Linnaeus, 1767)
  - Pangonius obscuratus (Loew, 1859)
  - Pangonius powelli (Seguy, 1930)
  - Pangonius pyritosus (Loew, 1859)
  - Pangonius raclinae Leclercq, 1960
  - Pangonius rhynchocephalus (Kröber, 1921)
  - Pangonius seitzianus (Enderlein, 1931)
  - Pangonius sinensis Enderlein, 1932
  - Pangonius sobradieli Seguy, 1934
  - Pangonius striatus (Szilády, 1923)
  - Pangonius theodori Zeegers, Kravchenko & Muller, 2013
  - Pangonius variegatus (Fabricius, 1805)
  - Pangonius villosus (Szilády, 1923)
  - Pangonius vittipennis (Kröber, 1921)

- Подрод Melanopangonius Szilády, 1923
  - Pangonius brancoi Travassos Santos Dias, 1984
  - Pangonius brevicornis (Kröber, 1921)
  - Pangonius funebris (Macquart, 1846)
  - Pangonius griseipennis (Loew, 1859)
  - Pangonius haustellatus (Fabricius, 1781)
  - Pangonius micans (Meigen, 1820)

## Распространение
Представители рода встречаются на западе Палеарктики. Центром видового разнообразия является Средиземноморье.